# Minerali metamittici
Tutti i minerali metamittici sono radioattivi e si pensa che la loro distruzione strutturale dipenda principalmente dal bombardamento di particelle α,  emesse dagli elementi radioattivi uranio e torio contenuti in questi minerali.
Il decadimento di un elemento radioattivo può determinare la distruzione completa della struttura circostante. Generalmente questo è causato da un elemento figlio di carica e dimensione differente rispetto all'elemento genitore.
Questo processo non è comunque completamente compreso poiché alcuni minerali che contengono meno dello 0,5% di questi elementi possono essere metamittici, mentre altri minerali che ne contengono percentuali molto maggiori possono mantenere le struttura cristallina. 

## Fasi metamittiche
I vari stadi della trasformazione metamittica (i vari gradi di distruzione della struttura cristallina originale) sono stati individuati combinando la diffrazione dei raggi X e la microscopia elettronica a trasmissione ad alta risoluzione (HRTEM). Una struttura ordinata produce diffrattogrammi ben definiti, mostra al microscopio ottico effetti di interferenza ed ha immagini di diffrazione elettronica ben definite.
I differenti stadi di distruzione della struttura originale si riflettono nei cambiamenti nei diffrattogrammi e nelle figure di diffrazione elettronica.
Prendiamo ad esempio uno zircone (ZrSiO4), con presenza nella composizione di tracce di uranio e torio.
Il primo stadio di distruzione comporta un inizio di disfacimento della struttura cristallina e la comparsa di alcuni domini aperiodici o regioni amorfe.
Nello stadio II si ha un grande incremento nel volume dei domini aperiodici e nello stadio III il minerale è diventato completamente amorfo perdendo ogni residuo della struttura cristallina originaria.

## Conseguenze fisiche
I minerali in origine non metamittici potevano mostrare buone sfaldature, oltre ai diffrattogrammi e alle figure di diffrazione. I prodotti metamittici non avranno invece sfaldatura né frattura concoide.
Molti minerali metamittici sono delimitati da facce cristalline e sono perciò pseudomorfosi amorfe di un minerale in precedenza cristallino.
Infine quando un minerale metamittico viene riscaldato, la sua struttura cristallina può riformarsi e la sua densità cresce.